# ثقافة الفاتيكان
| جزء من سلسلة ثقافة الفاتيكان |
| اللغات • المرأة منتخب كرة القدم • أكاديمية العلوم أكاديمية العلوم الاجتماعية المرصد الفلكي النشيد البابوي الموسيقى • جوقة كنيسة سيستينا المراقب الروماني • مركز تلفزيون الفاتيكان كاتدرائية القديس بطرس • كنيسة سيستينا الميدان • المتاحف • المكتبة الحدائق • الأرشيف • قبر القديس بطرس القصر الرسولي • بيت القديسة مرثا غرف رافاييل • تمثال بيتتا |

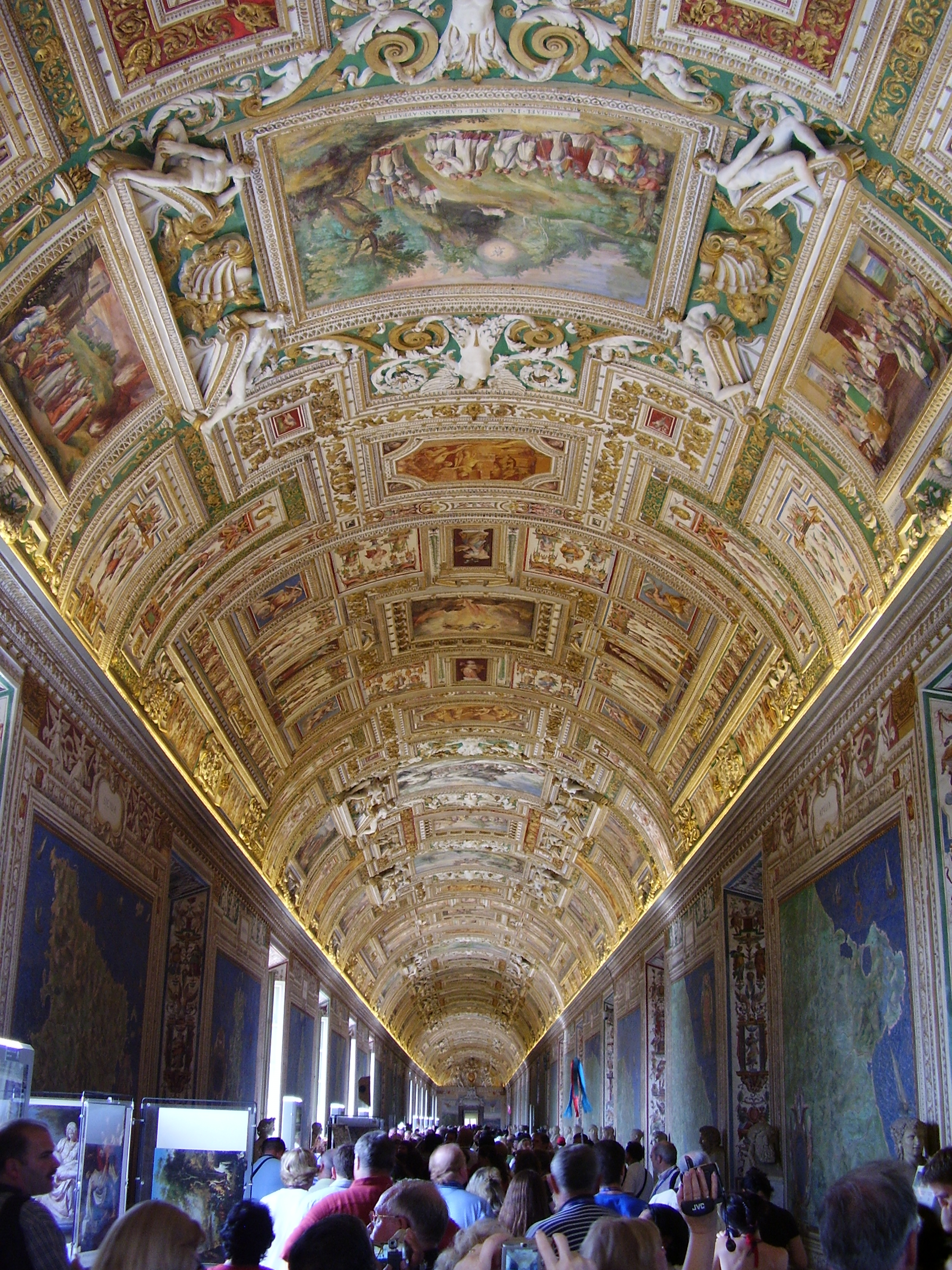
قاعة الخرائط في متحف الفاتيكان.

إن مدينة الفاتيكان بحد ذاتها تعتبر قيمة ثقافية كبرى، فمتحف الفاتيكان، إلى جانب كاتدرائية القديس بطرس والكنيسة السيستينية، هي موطن أكثر قطع الفن شهرة في العالم؛ ومباني الفاتيكان والقطع الداخلية التي تحويها أنتجت بالكامل من قبل كبار فناني عصر النهضة؛ وبإدراجها عام 1984 على لائحة اليونيسكو لمواقع التراث العالمي تكون الفاتيكان الدولة الوحيدة المدرجة بالكامل على هذه اللائحة.
تعتبر الفاتيكان أيضًا المعقل الأكثر أهمية للغة اللاتينية، وتقوم بذلك من خلال مؤسسات اللاتينية التعليمية، فضلاً عن قيامها بإصدار معاجم تحوي على عبارات حديثة يطلق عليها عمومًا اسم اللاتينية الجديدة، ومن هذه المعاجم «ريسبنت لاتينتاتيس» (بالإيطالية: Lexicon Recentis Latinitatis)‏.

## متحف الفاتيكان

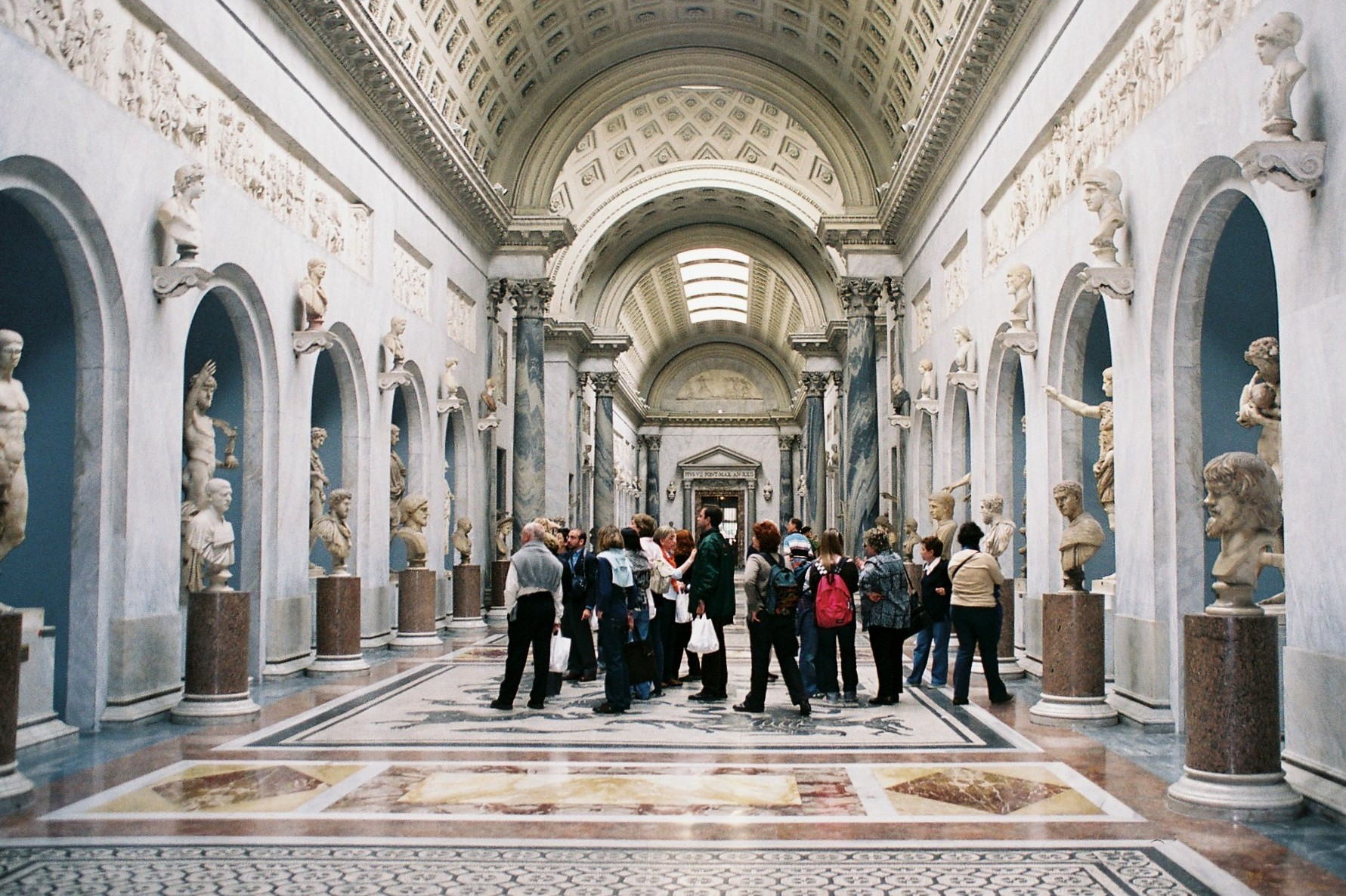
إحدى قاعات متحف الفاتيكان.

تأسس متحف الفاتيكان عام 1506، وهو عبارة عن مجموعة متاحف في نفس الوقت، القسم الأول من المتحف هو معرض الفنون الذي كان يقع في شقة بورجيا حتى عهد البابا بيوس الحادي عشر الذي أمر بتشييد بناء أكثر ملائمة له كمتحف، ويختص هذا القسم من متحف الفاتيكان باحتوائه على الأيقونات واللوحات التي أنتجت للكنيسة خلال مراحل تاريخية مختلفة ولم تعد اليوم مستعملة في الكنائس أو الكاتدرائيات حول العالم؛ وهو يحوي عدد من أشهر الأعمال حول العالم كلوحة التجلي لرافائيل وكذلك لوحة سيدة فالينو لرافائيل، ولوحة القديس جيروم في البرية لليوناردو دا فنشي وعدد من الأعمال الأخرى لسائر فناني عصر النهضة؛ القسم الثاني من المتحف هو متحف الفنون الحديثة والذي يشمل أعمال الحقب التالية لعهد النهضة، ومن أشهر الفنانين المعروضة أعمالهم فيه، لوحات كارلو كارا وجورجيو دي شيركوه.
أما القسم الثالث من المتحف، فهو متحف النحت، الذي يقع مقره في ساحة البلفدير إلى الشمال من كاتدرائية القديس بطرس، ولم ينشأ هذا القسم إلا في عام 1770 خلال عهد البابا كليمنت الرابع عشر ثم قام البابا بيوس السادس بتوسعته؛ ويتألف المتحف من 54 صالة عرض، تحوي على المنحوتات والقطع الأثرية التي تملكها الفاتيكان والتي تعود للحقب الإغريقية والرومانية كذلك إلى عصر النهضة، وإلى جانب القطع الدينية المسيحية هناك القطع الوثنية خصوصًا لهرقل وأبولو وكذلك الفرعونية؛ هناك أيضًا عدد من الناوويس والمقابر ولوحات الفسيفساء التي تعود لفترة ما قبل الميلاد.
هناك مجموعة أخرى من المتاحف في الفاتيكان، كمتحف الصليب اليوناني ومتحف خاص بالتماثيل الضخمة ومتحفي Gregoriano Etrusco وEgiziano الذين أنشأهما البابا غريغوري السادس عشر، ويحوي المتحف الأخير على مجموعة من التحف المصرية القديمة من أوراق بردي وموميوات حيوانية وكتاب الأموات الشهير في الحضارة الفرعونية؛ هناك أيضًا متحف Chiaramont الذي يحوي أكثر من ثلاثة آلاف قطعة ولا يفتح عادة إلا لأغراض الدراسة؛ يحوي متحف الفاتيكان على قاعة خاصة للخرائط تظهر تطور رسوم الخرائط خلال تاريخ البشرية وقد أنشأت قاعة الخرائط أو معرض الخرائط خلال عهد البابا غريغوري الثالث عشر (1572 -1585).

## مكتبة الفاتيكان

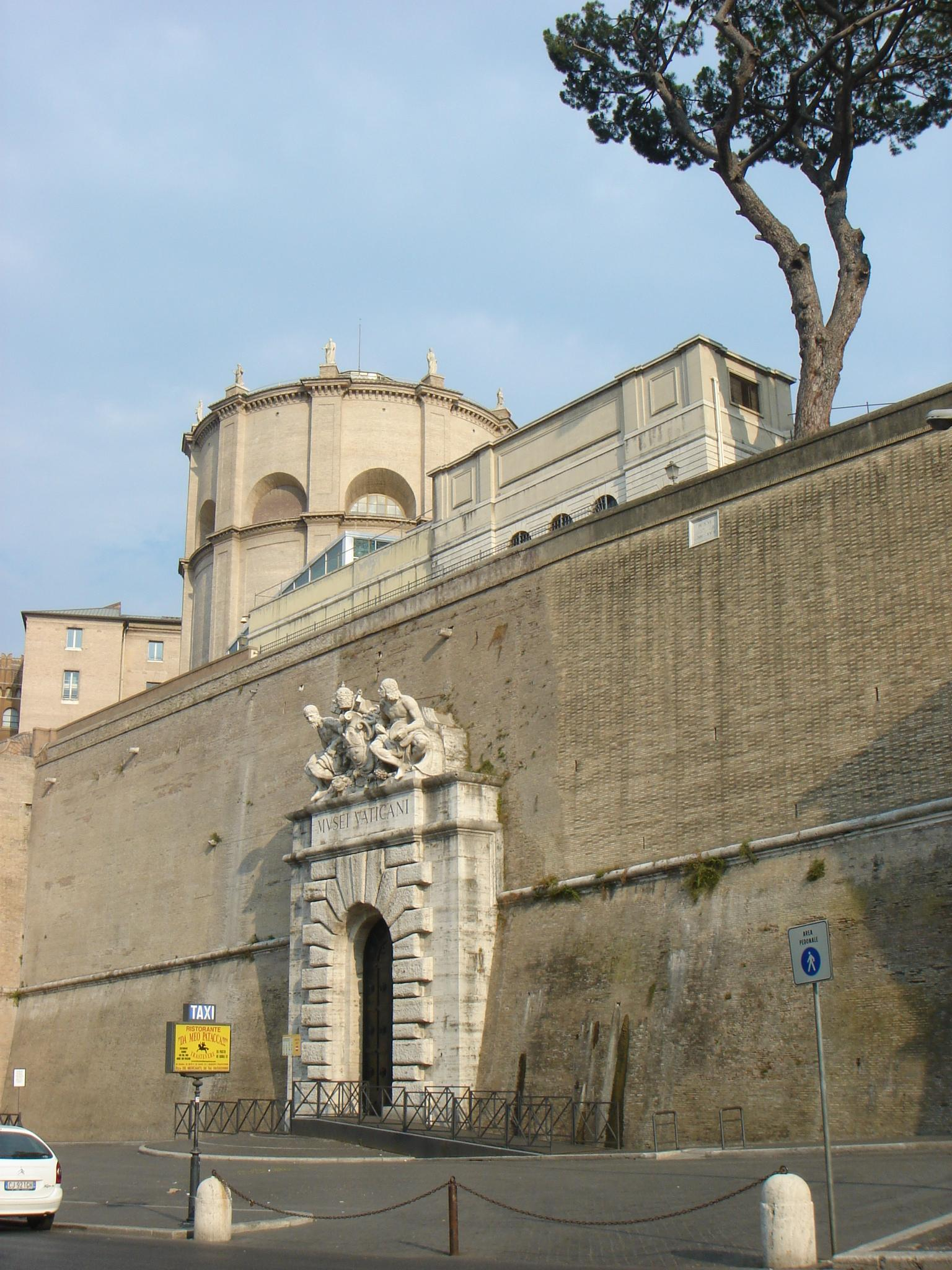
مدخل أرشيف الفاتيكان.

تأسست مكتبة الفاتيكان رسميًا عام 1475 وهي تضم اليوم أكثر من 75.000 مخطوط، أغلبها نسخ أصلية بخط اليد لأعمال نادرة في التاريخ البشري، وهذه المخطوطات مكتوبة بعدة لغات أبرزها اللاتينية واليونانية وهناك بعض المخطوطات باللغة السريانية، يضاف إلى ذلك حوالي 1.1 مليون كتاب مطبوع بمختلف اللغات؛ أسس مكتبة الفاتيكان البابا نيقولا الخامس، عن طريق عملية بيع وشراء الكتب النفيسة التي ازدهرت ابتداءً من القرن الثالث عشر في أوروبا خصوصًا من مكتبة القسطنطينية والأندلس، ومع حلول عام 1481 كانت مكتبة الفاتيكان أكبر مكتبة في العالم، وقد ألحقت بها عام 1953 مكتبة خاصة للأفلام؛ صمم مبنى المكتبة في عهد البابا سيكتوس الخامس عام 1587 وهو لا يزال مستعمل حتى اليوم.
تعتبر مكتبة الفاتيكان مركزًا لعلوم اللاهوت، القانون، الفلسفة، الشعر، والتاريخ، ويمكن لأي شخص دخول المكتبة وإجراء الدراسات التي يريدها حسب احتياجاته، كما يمكن أن يتم ذلك بنسخ غير أصلية عن طريق البريد مقابل دفع رسوم معينة. هناك أيضًا المكتبة الفلكية للفاتيكان التي تقع في قلعة غاندولوفو، المقر الصيفي للبابا، إلى الجنوب من روما والتي تحوي المرقب الفلكي الفاتيكاني أيضًا.

## أرشيف الفاتيكان السري
أرشيف الفاتيكان هو مستودع خاص لكافة الوثائق والمراسلات الصادرة والواردة إلى الكرسي الرسولي خلال مراحله المختلفة؛ يقع مركز الأرشيف بالقرب من مكتبة الفاتيكان وقد كان قسمًا منها حتى القرن السابع عشر عندما تم فصله عن المكتبة؛ ورغم إطلاق الصفة السرية عليه فإن الباحثين بإمكانهم الإطلاع على 35.000 وثيقة محتفظة داخله، إثر تصريح رسمي بذلك، وتحديد مسبق للوثيقة التي يودون الإطلاع عليها، وعادة ما يكون التصريح مرتبطًا بأهداف دراسية؛ كان البابا ليون الثالث عشر عام 1883 أول من سمح للعامة بالإطلاع على جميع وثائق الأرشيف التي تعود لما قبل العام 1815 (بموجب قوانين حقوق الملكية فإن فترة الاحتفاظ بالحقوق هي 75 عامًا تصبح بعدها ملكًا للعامة)، ثم تم إلغاء هذا التدبير عام 2002 وأصبح بإمكان الباحثين الإطلاع على أي وثيقة شاؤوا، لكن البابا يوحنا بولس الثاني وضع حظرًا مؤقتًا على الوثائق الخاصة بحبرية البابا بيوس الثاني عشر خصوصًا تلك الوثائق التي اتصل فيها البابا بالنازية؛ لكن البابا بندكت السادس عشر عاد وألغى هذا التدبير عام 2006 منعًا «للآراء الظالمة والتكهنات الطائشة». تم توسيع المساحة الخاصة بالأرشيف عام 1980.

## الأزياء

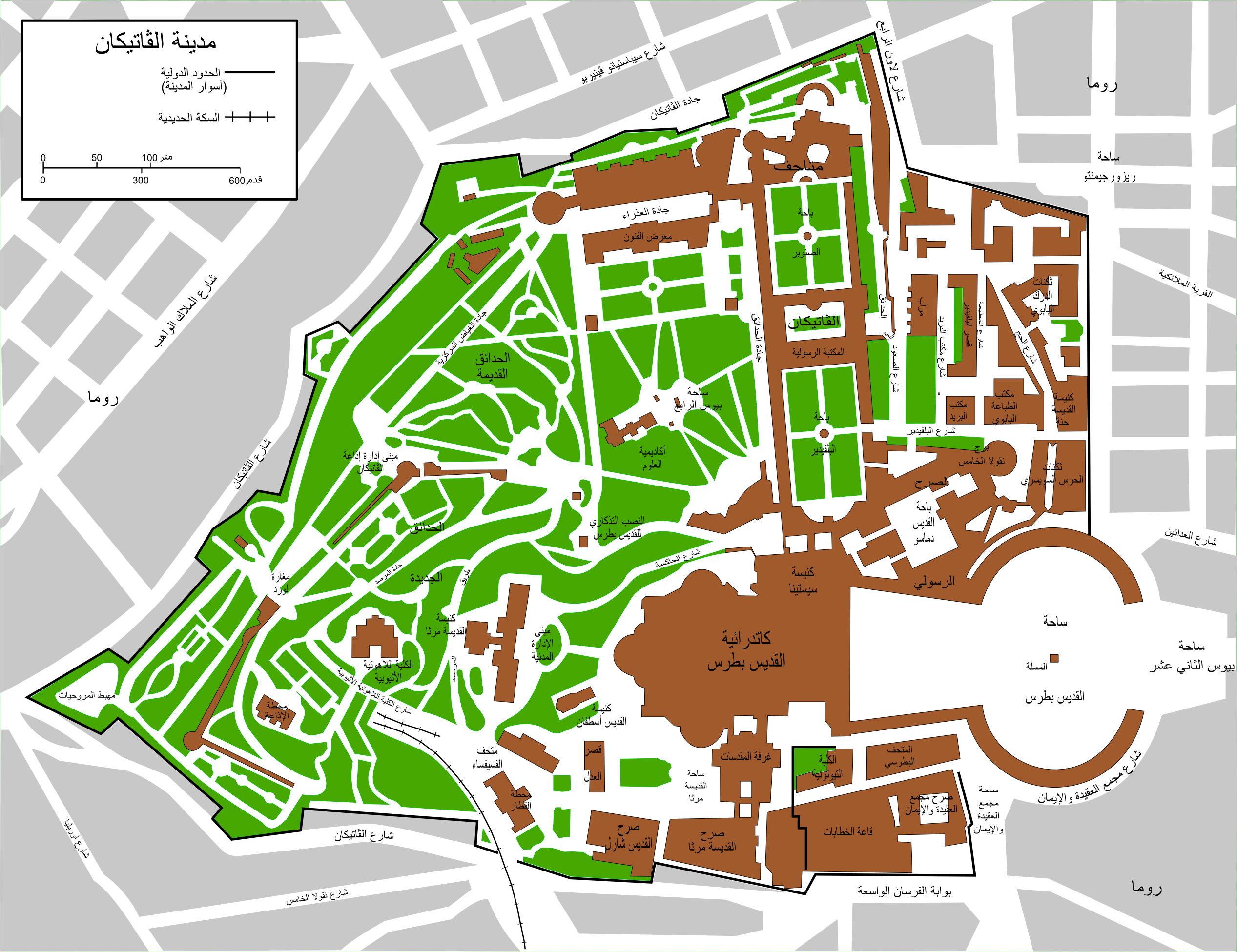
خارطة الفاتيكان.

لكون الفاتيكان مركزًا روحيًا ودينيًا، فقد وضعت حدودًا خاصة على ملابس الوافدين الذين يشاركون في الصلوات المقامة في كاتدرائية القديس بطرس أو يتصلون بأي من مؤسسات الدولة وهيئاتها العديدة، هذه القيود على اللباس تفرض على الرجال منع ارتداء القبعات داخل الكنيسة أو القمصان عديمة الأكمام؛ أما النساء فيمنع عليهن بشكل عام الأزياء غير المحتشمة كالقمصان التي تكشف البطن أو السراويل القصيرة فوق الركبة، كذلك يعتبر وضع الجواهر المفرطة ممنوعًا؛ ويحظر استخدام الهاتف الخلوي وكذلك التدخين.

## الرياضة
لايوجد في الفاتيكان دوري خاص لكرة القدم، ينظم بعض الأحيان مبارايات ودية بين فريق الحرس السويسري وفريق العاملين بالحدائق أو حراس المتحف على سبيل المثال؛ ويوجد منتخب لكرة القدم في الفاتيكان لكنه لا يشارك في المبارايات الدولية إلا نادرًا بسبب عدم تفرغ اللاعبين ووجود أعمال أخرى بانتظارهم، فالرياضة داخل الفاتيكان هواية وليست مهنة؛ يتبع للفاتيكان مدينة رياضية واستاد كرة قدم هو استاد بيوس الثاني عشر في مدينة روما، حيث تنظم المبارايات عادة.